# Schwabestraße (Dessau-Roßlau)

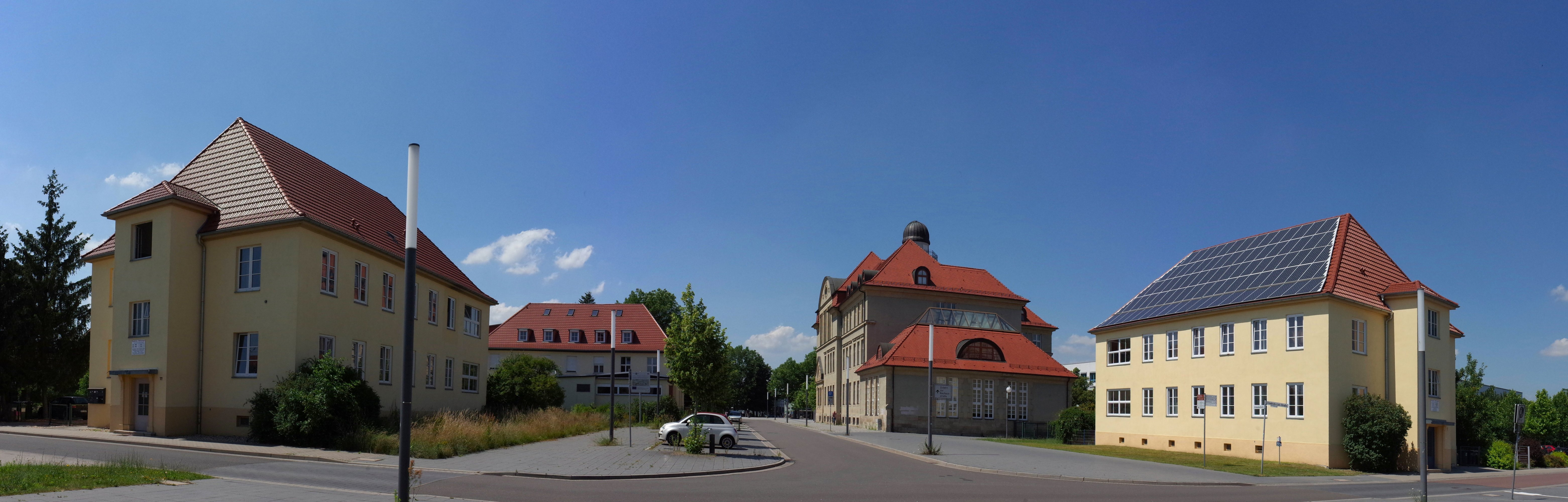
Dessau-Roßlau, Rathenaustraße, Schwabestraße

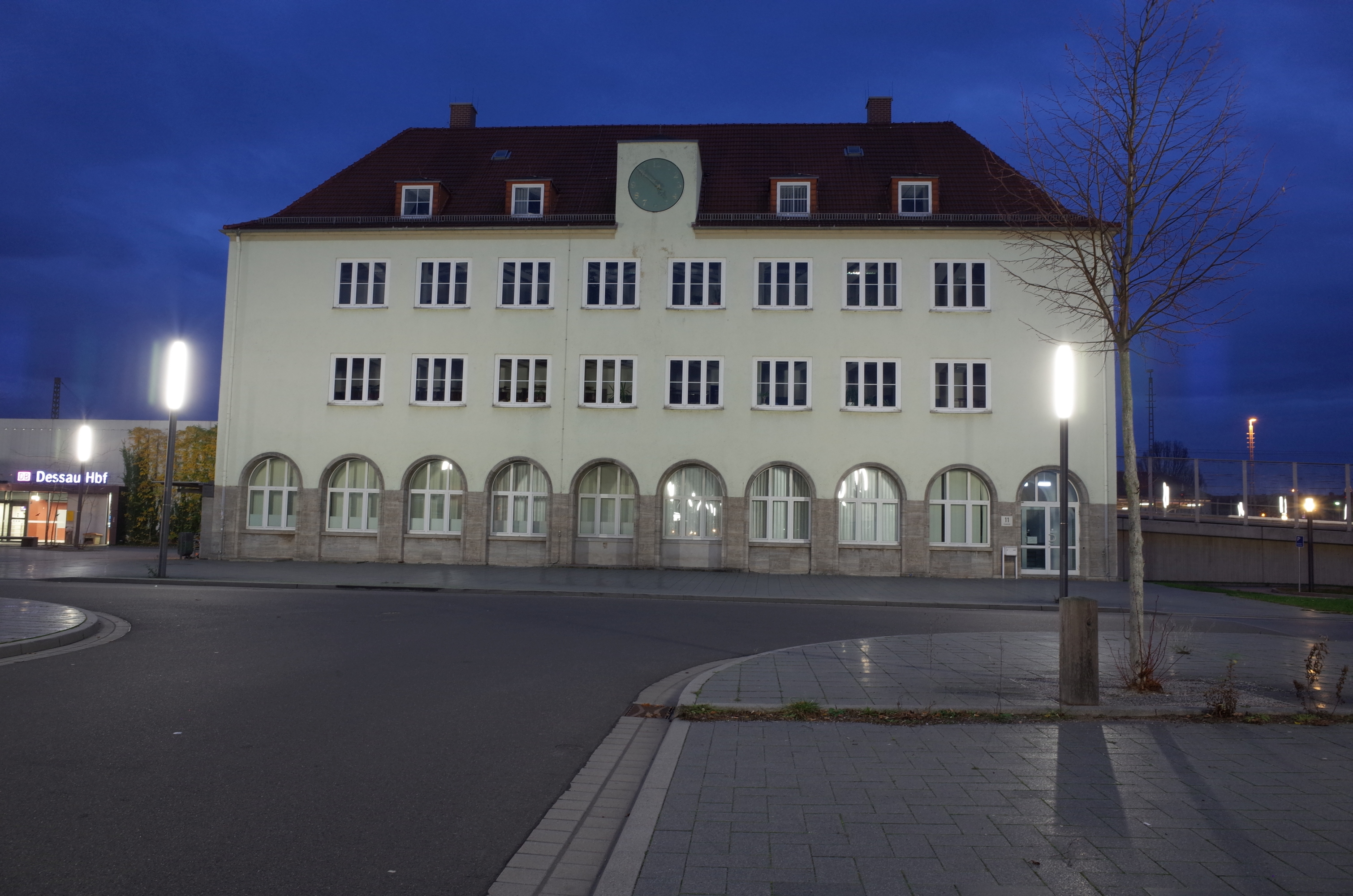
Schwabestraße 11

Die Schwabestraße ist eine Innerortsstraße in Dessau-Roßlau in Sachsen-Anhalt. Sie geht von der Jahnstraße ab und endet an der Friedrich-List-Straße. Benannt wurde sie wohl nach Samuel Heinrich Schwabe (1789–1875).
Einige Gebäude der Schwabestraße stehen auf der Liste der Kulturdenkmale in Dessau-Roßlau. Dieses betrifft die Häuser Schwabestraße 3, 4 und 11. Die Hausnummer 11 ist ein Verwaltungsgebäude. In der Schwabestraße 3 befindet sich die Hochschule Anhalt, Standort Dessau Bereich Design, ein Bau aus dem Jahre 1912, das ein Mädchenlyzeum war.